# Legrená
Legrená (Legrena) är en ort i Grekland.   Den ligger i prefekturen Nomarchía Anatolikís Attikís och regionen Attika, i den sydöstra delen av landet, 40 km sydost om huvudstaden Aten. Legrená ligger 5 meter över havet och antalet invånare är 289.
Terrängen runt Legrená är kuperad åt nordväst, men åt sydost är den platt. Havet är nära Legrená söderut.  Närmaste större samhälle är Palaiá Fókaia, 7,4 km nordväst om Legrená. Omgivningarna runt Legrená är i huvudsak ett öppet busklandskap.